# جان کاپودیس
جان کاپودیس (به انگلیسی: John Capodice) (زاده ۲۵ دسامبر ۱۹۴۱) بازیگر آمریکایی است.
از فیلم‌های معروف او می‌توان به بازی در ماه عسل در وگاس، دهم و گرگ، دعاهای خانوادگی، راز موفقیت من و پیشاهنگ اشاره کرد.